# Bocca della Verità

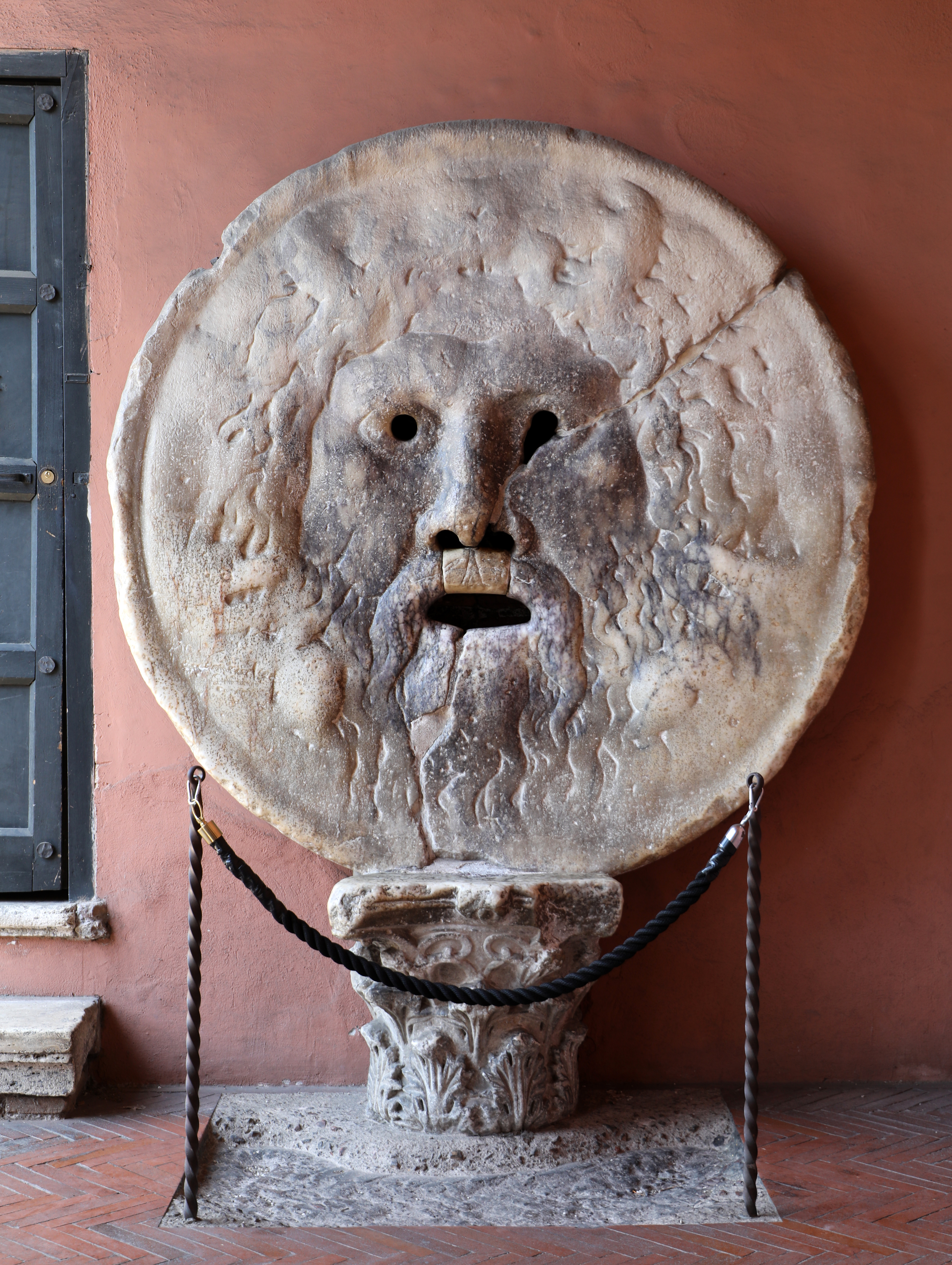
La "bocca della verità" (boca de la verdad).

La Boca de la verdad (en italiano: Bocca della Verità) es una antigua máscara de mármol pavonazzetto, colocada en la pared del pronaos de la Iglesia de Santa Maria in Cosmedin, construida sobre un antiguo templo de Hércules en Roma el año 1632.
La escultura, datable alrededor del siglo I, tiene un diámetro de 1,75 metros y representa un rostro masculino con barba en el cual los ojos, la nariz y la boca están perforados y huecos. No se tiene una completa certeza de a quién es que representa dicho rostro, aunque algunas fuentes sugieren que podría tratarse del dios Neptuno (Poseidón).
Tampoco se tiene certeza acerca de su utilidad antigua: si era una fuente, la salida de agua de un compluvium o incluso una cloaca (hipótesis surgida a raíz de su cercanía a la Cloaca Máxima). 
En cambio, se sabe que la máscara goza de fama antigua y legendaria: se presume que este sea el objeto mencionado en el siglo XI en los Mirabilia Urbis Romae, donde se lee:

Junto a la Iglesia de Santa María de la Fontana se encuentra el templo de Fauno. Esta imagen habló a Juliano, el emperador conocido como "El Apóstata" y lo engañó.

Un texto alemán del siglo XII describe detalladamente cómo, desde detrás de la boca, el diablo −autodenominándose Mercurio (dios del comercio, pero también de los embrollos)− aferró por largo rato la mano de Juliano el Apóstata (que había engañado a una mujer y ante aquel ídolo debía jurar su buena fe), prometiéndole lavar su reputación y una gran fortuna si volvía al antiguo esplendor del paganismo (actualmente dodecateísmo o helenismo).
En otra leyenda alemana dos siglos posterior encontramos la imagen que no osa morder la mano de una dama romana que −aun cuando efectivamente había cometido adulterio− la engañó con un artificio lógico. En efecto, antes de colocar la mano en la Bocca, la mujer simuló un desmayo y un caballero, que pasaba por allí, la socorrió solícitamente. En el momento de la ordalía, la protagonista aseveró que nadie había tocado su cuerpo fuera de su esposo y el mencionado caballero; la mano salió indemne, ya que el caballero en cuestión no era otro que su amante.
En el siglo XV algunos viajeros italianos y alemanes aseguran que esta piedra “es llamada piedra de la verdad, pues antiguamente tenía la virtud de mostrar cuándo una mujer ha fallado a su marido”.
El nombre boca de la verdad aparece en el año 1485, y la escultura aparece mencionada desde entonces entre las curiosidades de Roma, y ha sido reproducida en dibujos y postales. A partir de estos, se sabe que al inicio estaba fuera del pórtico de la iglesia y que fue trasladada tras las restauraciones solicitadas por Urbano VIII en el año 1631.

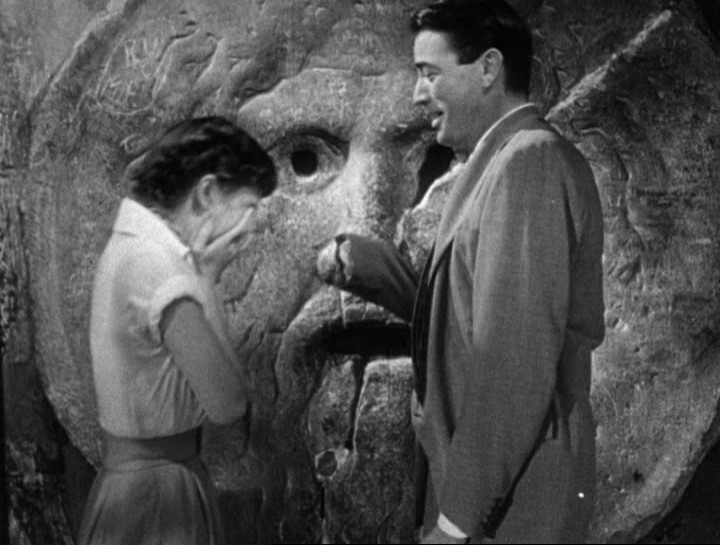
Escena de Vacaciones en Roma con Audrey Hepburn y Gregory Peck

En la película Vacaciones en Roma, Gregory Peck preparó una broma a Audrey Hepburn en la escena que rodaron ante La boca de la verdad. La leyenda sobre este monumento, que se explica en la película, cuenta que quien miente pierde la mano al introducirla en la boca. Así, Peck, sin previo aviso a la actriz, mete la mano y la esconde por debajo de su manga. Esto provoca el susto real de Hepburn. Wyler no dudó un momento en meter la escena de la broma en la película al ver la reacción de Hepburn.